# Chris Richard
Chris Demontray Richard (Lakeland, 25 dicembre 1984) è un ex cestista statunitense, professionista nella NBA e in Cina.

## Carriera
È stato selezionato dai Minnesota Timberwolves al secondo giro del Draft NBA 2007 (41ª scelta assoluta).

## Palmarès
- 2 volte campione NCAA (2006, 2007)